# 자캐오

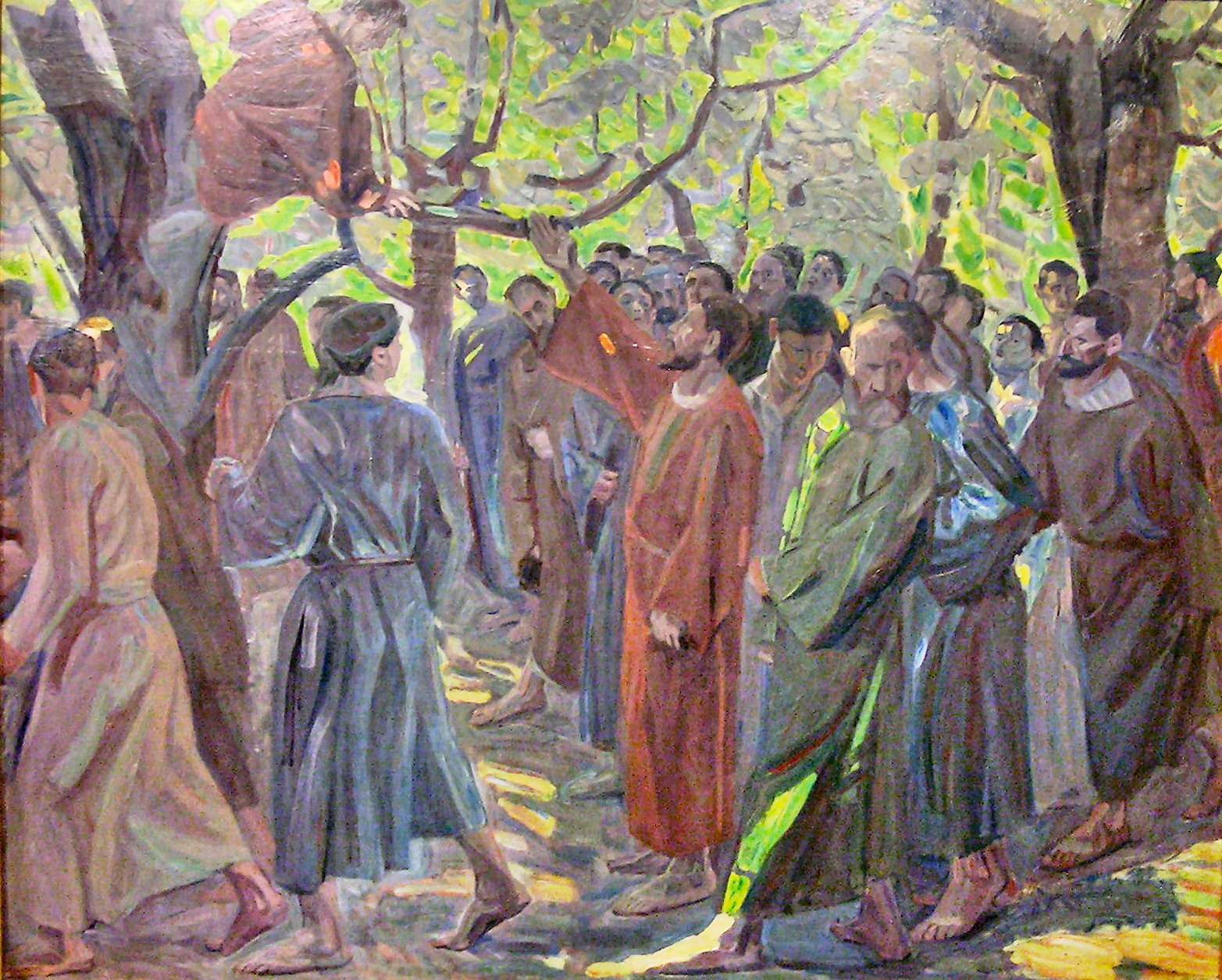

자캐오(영어: Zacchaeus) 또는 삭개오는 신약성서 루가 복음서(누가복음서)에 나오는 사람이다. 예리고에서 동족을 수탈하는 세관장이었는데, 예수를 만난 뒤에 회심했다.

## 소개

### 신약성서
신약성서 루가복음서 19장에서는 자캐오를 다음과 같이 소개한다.
| “ | 예수께서 예리고에 이르러 거리를 지나가고 계셨다. 거기에 자캐오라는 돈 많은 세관장이 있었는데, 예수가 어떤 분인지 보려고 애썼으나 키가 작아서 군중에 가려 볼 수가 없었다. 그래서 예수께서 지나가시는 길을 앞질러 달려가서 길가에 있는 돌무화과나무(한글개역판에는 뽕나무) 위에 올라갔다. 예수께서 그곳을 지나시다가 그를 쳐다보시며 “자캐오야, 어서 내려오너라. 오늘은 내가 네 집에 머물러야 하겠다.”라고 말씀하셨다. 자캐오는 이 말씀을 듣고 얼른 나무에서 내려와 기쁜 마음으로 예수를 자기 집에 모셨다. 이것을 보고 사람들은 모두 “저 사람이 죄인의 집에 들어가 묵는구나!”라며 못마땅해 하였다.— 루가 복음서 19:1~7 , 공동번역성서 | ” |

### 자캐오 이야기의 사회적 배경
영남신학대학교 정경호 교수에 따르면, 세관장 자캐오는 그 당시 가장 멸시당하던 세리집단에 속해 있었고 그 무리의 책임자였다. 왜냐면 세리는 로마제국이 통행세, 조세, 관세를 거두기 위해 직접고용을 한 유대인들이었으며, 특히 세관장은 세금을 거둘 때에 횡령(가로챔)을 하는 부당한 세금징수때문에 이스라엘 공동체에서 천민으로 여겨졌다.
성서학자 요아킴 예레미야스에 따르면 1세기 이스라엘의 세리들의 사회적 지위는 낮았다.
| “ | 세리들의 금고와 세금징수관의 돈지갑에 든 돈으로 환전하거나 빈민구제기금으로 쓰지 못하게 되어 있었다. 그것은 이 돈이 불의한 돈이기 때문이다. 세금징수관과 세리가 이 직책이나 청부업을 맡기 전에 어떤 바리새 공동체에 소속되어 있었다면 이름이 지워졌으며, 이 직책에서 물러날 경우에만 다시 공동체의 일원이 될 수 있었다. 세리라는 직업이 극심한 천대를 받고 증오를 받았다는 것은 백성의 여론에만 한정된 것이 아니었다. 이 직업에 종사하는 사람들은 공적으로도 법률에 의해 권리를 박탈당하고 천대를 받았다. 그들은 재판관이 될 수 없었으며 이방인 노예와 마찬가지로 증인으로서 진술할 수 없었다. | ” |

하지만 예수께서는 자캐오를 쳐다보시며(개역한글성서에서는 우러러보시고)그 이름을 불러주셨다. 정경호 교수는 예수께서 자캐오를 하나님께서 자녀로서 사랑하시는 사람으로 존중하면서 쳐다보셨고, 하나님나라가 이 땅에 실현되기를 바라는 뜻으로 자캐오를 부르셨다고 말한다.머무르겠다는 말씀은 하나님의 말씀을 나누며 하나가 되는 밥상공동체를 이루시겠다는 뜻이다. 따라서 자캐오는 예수에게 마음을 열었고 회개의 결단으로서 자신의 많은 재산을 나누었다. 자캐오는 "소유의 절반을 가난한 자들에게 주겠으며, 만일 누구의 것을 부당하게 취한 일이 있으며 사 배나 보상할 것"이라고 말한다. 그의 결단은 철저한 회개였다. 이스라엘에서는 20%를 나누면 되었지만, 자캐오는 50%를 나누겠다고 서언했으며, 속여서 빼앗은 것이 있으면 4배나 보상한다고 했다. 구약성서의 토라(율법)에서는 5분의 1만 보상하면 될 것인데, 자캐오는 4배나 보상한다고 말했다. 그의 말은 회개의 결단으로써 하나님나라를 받아들인다는 뜻이고, 그의 밥상은 사회에서 사람답게 살지 못하던 가난한 사람들과 함께 살아간다는 뜻이다.즉, 하나님나라는 자연과 사람이 같이 살아가는 생태적 회심으로까지 이어져야 할 회심으로써 받아들여야 할 나라이다.